# 西岸艺术与设计博览会
西岸艺术与设计博览会（英語：West Bund Art & Design Fair）是每年11月在中华人民共和国上海市徐汇区徐匯濱江地區西岸藝術中心举办的国际當代藝術博览会。第一屆西岸艺术与设计博览会于2014年創辦。每屆的西岸艺术与设计博览会都會有中华人民共和国國内外的画廊和艺术家參與。

## 另見
- 龙美术馆
- M50创意园
- 上海当代艺术博物馆
- 中华艺术宫
- 上海当代艺术馆
- 上海博物馆
- 798艺术区

## 外部鏈接
- Official website （页面存档备份，存于）